# Nuno Durão
Nuno Manuel Macieira Durão (nascido em 1962) é um jogador e treinador de râguebi português. É normalmente considerado um dos melhores jogadores de râguebi portugueses da sua geração. Actuou em várias posições, muitas vezes como asa e médio de abertura.
Fez a maior parte da sua carreira, iniciada aos 14 anos, no Grupo Dramático e Sportivo Cascais. Conquistou várias vezes os títulos de Campeão Nacional e a Taça de Portugal. Venceu também uma Taça Ibérica. Foi treinador-jogador do Cascais Rugby Linha, tendo perdido a final da II Divisão, em 2008, para o Vitória de Setúbal.
Nuno Durão jogou 44 vezes pela Seleção Portuguesa de Rugby Union, de 1983 a 1995, marcando dois ensaios, 8 pontos no total, entrando nas fases de qualificação para os Campeonatos do Mundo de 1991 e 1995. Foi um dos primeiros portugueses, juntamente com João Queimado, a serem convocados para a Selecção da FIRA, que actuou na Namíbia, em 1991.